# Норт-Ковентрі Тауншип (округ Честер, Пенсільванія)
Норт-Ковентрі Тауншип (англ. North Coventry Township) — селище (англ. township) в США, в окрузі Честер штату Пенсільванія. Населення — 8441 особа (2020).

## Демографія
Згідно з переписом 2010 року, у селищі мешкало 7866 осіб у 3144 домогосподарствах у складі 2170 родин. Було 3329 помешкань
Расовий склад населення:
| - 93,4 % — білих - 2,7 % — чорних або афроамериканців - 1,2 % — азіатів - 0,2 % — корінних американців |

До двох чи більше рас належало 1,6 %. Частка іспаномовних становила 2,3 % від усіх жителів.
За віковим діапазоном населення розподілялося таким чином: 23,0 % — особи молодші 18 років, 63,0 % — особи у віці 18—64 років, 14,0 % — особи у віці 65 років та старші. Медіана віку мешканця становила 42,4 року. На 100 осіб жіночої статі у селищі припадало 98,6 чоловіків;  на 100 жінок у віці від 18 років та старших — 97,7 чоловіків також старших 18 років.
Середній дохід на одне домашнє господарство  становив 107 594 долари США (медіана — 76 806), а середній дохід на одну сім'ю — 130 975 доларів (медіана — 96 114). Медіана доходів становила 67 672 долари для чоловіків та 51 461 долар для жінок. За межею бідності перебувало 3,0 % осіб, у тому числі 2,3 % дітей у віці до 18 років та 1,3 % осіб у віці 65 років та старших.
Цивільне працевлаштоване населення становило 4104 особи. Основні галузі зайнятості: освіта, охорона здоров'я та соціальна допомога — 26,9 %, виробництво — 12,4 %, фінанси, страхування та нерухомість — 11,1 %.